# Hoptimist
Hoptimist er en pyntegenstand, der er designet og produceret af den danske møbelsnedker Gustav Ehrenreich. Den første model er fra 1968 og blev produceret frem til 1974.
Navnet "hoptimist" er en reference til ordet hoptimist samt den hoppende bevægelse der kendertegner hoptimisten.
I 2009 blev hoptimisten relanceret af designeren Lotte Steffensen i samarbejde med Ehrenreichs søn, Jørn Ehrenreich.
Hoptimisterne produceres i teak, palisander, moseeg, forskellige afrikanske træsorter og plast. Et gennemgående træk er, at alle modeller er med en fjeder, der ved berøring får den i bevægelse i længere tid. 
Siden 2015 er der produceret mange varer under brandet "by hoptimist". Bl.a. kopper, krus, æggebægre, køleskabsmagneter, nøgleringe, lamper og bluetooth højttalere.
Siden 2015 er hoptimisterne og brandet "by Hoptimist" blevet produceret og distribueret af F&H Group A/S.[kilde mangler]
F&H Group A/S har eneretten til at producere og markedsføre hoptimisterne.[kilde mangler]

## Eksterne link
- www.hoptimist.com
- Gustav Ehrenreich

| Møbler og inventar | Spire Denne artikel om møbler og inventar er en spire som bør udbygges. Du er velkommen til at hjælpe Wikipedia ved at udvide den. |